# Сом (оповідання Остапа Вишні)
«Сом» Остапа Вишні – оповідання з циклу мисливських усмішок, у якому автор з легким гумором описує процес риболовлі і красу рідної природи. Твір присвячено Максиму Рильському.

## Тема та ідея твору
Тема: гумористична розповідь про сома, що жив у річці Осколі й міг з’їсти гусака, гімалайського ведмедя й навіть моторний катер.
Головна ідея: виховання любові до природи.

## Композиція
Усмішка складається з чотирьох частин: у першій оповідач запрошує читача побувати на річці Оскіл і насолодитися мальовничими краєвидами; у другій дід Панько застерігає бути обережним біля ковбані, у якій живе величезний сом; у третій ідеться про сома, який тягав за собою моторний човен; у четвертій – про те, чим живляться соми та як їх ловити.

## Образи
- людей: оповідач; дід Панько (розповідає про пригоди сома, що живе в річці Осколі); пан; Христя; рибалка; письменник Сабанеєв;

- природи: річка, сом, гуси, собака Джой;

- предметів і явищ: човен, катер, риболовля, розповідь.

## Особливості
- розлогі пейзажі

- використання гумору

- ліричне обрамлення твору

- наявність діалогів

## Сюжет
Починається твір із запрошення побувати «на річці на Осколі», ніби спонукаючи читача до довірливої розмови. Оповідач перейнятий щирим захватом від краси довколишнього світу — своєрідної ідилії гармонійного поєднання людини й природи. Мова живописного пейзажного опису чарівних місць лагідна, ніжна. Такий ліризм посилюється змалюванням появи на річковому плесі сім’ї чирят: матері й «манісіньких чиряточок», а далі — «качка-крижень з криженятами», легесенькі «болотяні курочки». Усе тут рухається, міниться барвами, звуками, з-поміж яких пробиваються дівочі «різні чудові пісні». Створюється враження від великого живого рухливого організму, яким є природа, і в якому все взаємопов’язане, а людина — її невід’ємна частка.
Від лагідних описів оповідач плавно переходить до перестороги небезпеки (вустами діда Панька) — наприклад, про «велику ковбаню», у яку може і «дзвіниця пірнути».
Далі дід розповідає якусь неймовірну історію, яка відбулася «ще за панів» з величезним сомом, який проковтнув і гусака, і собаку панського, і навіть «парового катера». Ця історія змінюється наступною, знову про сома, її розповідає вже «дуже заядлий і дуже справедливий рибалка», й акценти тут інакші — про те, який сом сильний і могутній. Нарешті, картина остання, завершальна, — у цій історії образ сома цілком реалістичний, приземлений — на перший погляд, вона нагадує своєрідну інструкцію з риболовлі сомів. Мабуть, нею можна було б і скористатися, якби не наявний тут відвертий гумор, насмішка з довірливого читача, знову гіперболізація образів і прикметні фантастичні деталі (наприклад, у череві сома може виявитися копчена ковбаса, варений рак і пара «цілісіньких шпротів»).
Як бачимо, у цій усмішці акварельний український краєвид змінюється майстерним діалогом, влучні деталі супроводжують репліки, описи комічних і фантастичних ситуацій. І скрізь є «всюдисущий автор» — усміхнений, іронічний, проникливий. Він кидає одну-дві деталі й мовби спостерігає реакцію читача. Є його щирий захват красою рідної природи, неприхована залюбленість у неї, відчуття казки з дитинства, святковості. Так в Остапа Вишні гумористичний жанр усмішки справді більше нагадує «ліричну поезію в прозі».

## Художні засоби
Гіпербола: “Та там з одного набою торік по двадцять чотири качки били.”
Оксиморон:  «Спішу, щоб на вечірню зорьку спізнитись!» — і галопом далі.
Інверсія:  “…дикі качки водяться… по річках-колисках смарагдової Батьківщини нашої…”
Порівняння: “…селезень каменем падає в воду, — прекрасний, як казка, у своєму весняному вбранні…”